# Emma Hübner
Emma Hübner (* 1. Februar 1904 in Bonn; † 1. Mai 1985 in Wollbrandshausen) war eine deutsche Malerin und Illustratorin.

## Leben und Werk
Als Kind und Jugendliche wuchs Emma Hübner in Rostock, Gießen und Halle/Saale auf. Ab 1921 in lebte die Familie in Jena. Um 1928/29 machte Emma Hübner in Göttingen eine Ausbildung als medizinisch-technische Assistentin. Um 1932 hielt sie sich in Berlin auf und nahm dort Malunterricht. Anschließend ging sie nach Jena. Um 1942/43 war sie Schülerin von Walter Klemm an der Hochschule für Baukunst und bildende Künste Weimar. Danach wurde sie als Rüstungsarbeiterin in Weimar zwangsverpflichtet. Nach dem Ende des Zweiten Weltkrieges begann sie autodidaktisch künstlerisch als Malerin zu arbeiten. Sie schuf vor allem Stillleben. 1948 wurde sie Mitglied der Gewerkschaft 17, später des Verbands Bildender Künstler der DDR.
1965 verließ sie die DDR und zog nach Göttingen.
Bilder Emma Hübners befinden sich u. a. in der Dresdener Galerie Neue Meister und insbesondere in der Kunstsammlung Jena.

## Werke (Auswahl)

### Tafelbilder
- Alte Fischerfrau (Tempera, um 1953)[2][3]

- Stillleben mit Gläsern und Flaschen (Öl, 29 × 35 cm; um 1965; Galerie Neue Meister Dresden)[4]
- Stillleben mit Gläsern und Kännchen (Öl, 29 × 39,5 cm; um 1965; Galerie Neue Meister Dresden)[5]

### Buchillustrationen
- Wir gehen in ein Bauernhaus. Atlantisverlag, 1928 (Kinderbuch mit Versen von Hanna Schachenmeier)
- Über Berg und Tal. Eine Autofahrt von früh bis spät. Bilder von Emma Hübner. Verlag Jos Scholz, Mainz, 1946

## Einzelausstellungen
- 1964: Weimar (kleine Privatausstellung in der Wohnung von Horst und Anneliese Jährling)
- postum 1994: Jena, Kunstsammlung der Städtischen Museen Jena im Romantikerhaus (Emma Hübner. Die Jenaer Stillebenmalerin 1904–1985)